# Stelle principali della costellazione dell'Orologio
Segue un prospetto delle stelle principali della costellazione dell'Orologio, elencate per magnitudine decrescente.